# Štefan IV. Ogrski
Štefan IV. (madžarsko IV. István , hrvaško Stjepan IV.), hrvaški in  ogrski (proti)kralj, vladal med 1163 in 1165, * ?  † 11. april 1165), pripadnik dinastije Árpádovcev. 
Štefan IV. je bil eden od sinov ogrskega kralja  Béle II. in Helene, hčere srbskega velikega župana Uroša I. V zakonu se jima je okrog leta 1130 rodil sin  Géza,imela sta še dva sinova- poleg Štefana IV. še Ladislava II.
Po smrti ogrskega kralja in svojega brata Géze II. je Štefan IV. sprva ostal v senci brata Ladislava, ki se je že leta 1162 z utemeljitvijo, da je nečak  Štefan III. še mladoleten, ob podpori Bizanca okronal za ogrskega (proti)kralja. Ker pa je Ladislav že 14. januarja 1163 umrl, še preden je uspel odstraniti Štefana III., se je v boj za oblast podal Štefan IV, ki se je ob podpori bizantinskega cesarja Manuela I. Komnena že 17. januarja 1163 dal okronati za ogrskega vladarja. Zakoniti kralj Štefan III. je na pomoč poklical nemško vojsko in protikralj se je kmalu moral umakniti iz ogrskih in hrvaških dežel. Toda že leta 1164 je Bizanc vojaško posredoval, osvojil Dalmacijo in Hrvaško, med tem, ko so sile zakonitega kralja  s podporo Čehov in Nemcev obvladale Srem. Po več porazih si je Štefan IV. zatočišče poiskal v Zemunu, kjer je 11. aprila 1165 umrl zaradi zastrupitve.